# Arthezé
Arthezé és un municipi francès situat al departament del Sarthe i a la regió de País del Loira. L'any 2007 tenia 354 habitants.

## Demografia

### Població
El 2007 la població de fet d'Arthezé era de 354 persones. Hi havia 126 famílies de les quals 16 eren unipersonals (8 homes vivint sols i 8 dones vivint soles), 49 parelles sense fills i 61 parelles amb fills.
La població ha evolucionat segons el següent gràfic:
Habitants censats

### Habitatges
El 2007 hi havia 145 habitatges, 127 eren l'habitatge principal de la família, 6 eren segones residències i 13 estaven desocupats. Tots els 145 habitatges eren cases. Dels 127 habitatges principals, 99 estaven ocupats pels seus propietaris i 27 estaven llogats i ocupats pels llogaters; 5 tenien dues cambres, 16 en tenien tres, 34 en tenien quatre i 72 en tenien cinc o més. 95 habitatges disposaven pel capbaix d'una plaça de pàrquing. A 44 habitatges hi havia un automòbil i a 78 n'hi havia dos o més.

### Piràmide de població
La piràmide de població per edats i sexe el 2009 era:
| Homes | Edats   | Dones |
| ----- | ------- | ----- |
| 0     | 95 o +  | 0     |
| 0     | 90 a 94 | 0     |
| 4     | 85 a 89 | 0     |
| 0     | 80 a 84 | 8     |
| 0     | 75 a 79 | 4     |
| 16    | 70 a 74 | 8     |
| 8     | 65 a 69 | 0     |
| 4     | 60 a 64 | 8     |
| 4     | 55 a 59 | 4     |
| 8     | 50 a 54 | 4     |
| 16    | 45 a 49 | 12    |
| 12    | 40 a 44 | 20    |
| 12    | 35 a 39 | 16    |
| 12    | 30 a 34 | 4     |
| 4     | 25 a 29 | 12    |
| 12    | 20 a 24 | 4     |
| 12    | 15 a 19 | 24    |
| 8     | 10 a 14 | 8     |
| 8     | 5 a 9   | 0     |
| 8     | 0 a 4   | 4     |

## Economia
El 2007 la població en edat de treballar era de 232 persones, 190 eren actives i 42 eren inactives. De les 190 persones actives 173 estaven ocupades (95 homes i 78 dones) i 18 estaven aturades (7 homes i 11 dones). De les 42 persones inactives 21 estaven jubilades, 11 estaven estudiant i 10 estaven classificades com a «altres inactius».

### Ingressos
El 2009 a Arthezé hi havia 131 unitats fiscals que integraven 373 persones, la mediana anual d'ingressos fiscals per persona era de 16.096 €.

### Activitats econòmiques
Dels 6 establiments que hi havia el 2007, 4 eren d'empreses de construcció, 1 d'una empresa de serveis i 1 d'una empresa classificada com a «altres activitats de serveis».
Dels 4 establiments de servei als particulars que hi havia el 2009, 1 era un paleta, 1 guixaire pintor, 1 lampisteria i 1 perruqueria.
L'any 2000 a Arthezé hi havia 15 explotacions agrícoles que ocupaven un total de 690 hectàrees.

## Poblacions més properes
El següent diagrama mostra les poblacions més properes.